# Photinus indictus
Photinus indictus är en skalbaggsart som först beskrevs av Leconte 1881.  Photinus indictus ingår i släktet Photinus och familjen lysmaskar. Inga underarter finns listade i Catalogue of Life.